# Estación de Saint-Quentin-en-Yvelines - Montigny-le-Bretonneux
La estación de Saint-Quentin-en-Yvelines - Montigny-le-Bretonneux es una estación ferroviaria francesa situada en la ciudad de nueva creación de  Saint-Quentin-en-Yvelines, en la comuna de Montigny-le-Bretonneux, en el departamento de Yvelines, al oeste de París. Por ella transitan los trenes de cercanías de las líneas C, N y U.
En 2010, alcanzaba los 70 000 pasajeros diarios.

## Historia
Es una estación de reciente creación ya que data de 1975. Fue abierta para dar servicio a una zona en plena expansión cuya población ha pasado en 50 años de 15000 a cerca de 150000 habitantes. 

## Descripción
Se compone de tres andenes centrales al que acceden 6 vías. Además, dispone de vías de servicio. El cambio de andén se realiza a través de pasos subterráneos.
Posee atención comercial casi continua, máquinas expendedoras de billetes tanto para cercanías como para grandes líneas, información de los trenes en tiempo real y un aparcamientos de 500 plazas de pago. Desde principios del 2011 está en obras.

## Servicios ferroviarios

### Cercanías
Tres son las líneas de cercanías que transitan por la estación: 
- Línea C del RER, concretamente su ramal C7, del cual la estación es terminal, a razón de un tren cada media hora, aumentándose a uno cada 15 minutos en hora punta.
- Línea N del Transilien, a razón de un tren cada media hora, aumentándose a uno cada 15 minutos en hora punta.
- Línea U del Transilien. a razón de un tren cada media hora, aumentándose a uno cada 15 minutos en hora punta.